# Jean-Julien Weber
Jean-Julien Weber PSS (Lutterbach, Territorio Imperial de Alsacia y Lorena, 13 de febrero de 1888-Ribeauvillé, 13 de febrero de 1981)  fue un arzobispo católico francés. Fue arzobispo de Estrasburgo (1945-1966).

## Biografía
Jean Julien Weber nació el 13 de febrero de 1888 en Lutterbach, bajo dominación alemana, en el seno de una familia de origen alsaciano y tradición militar que optó por la nacionalidad francesa. Sus padres fueron Albert Weber, veterano de la guerra franco-prusiana y soldado de carrera, y Marie Hürler.
Destinado a la carrera eclesiástica, ingresó al seminario en octubre de 1905 pero tuvo que hacer el servicio militar en el regimiento de infantería 35 en 1909. Ingresó al pelotón de oficiales de reserva el 1 de octubre de 1910 como cabo, salió el 1 de octubre de 1911 con el grado de subteniente para completar los estudios. Fue ordenado sacerdote el 29 de junio de 1912. Estudió exégesis bíblica en el Pontificio Instituto Bíblico (Roma, 1913-1914), donde obtuvo el doctorado en teología.
El 2 de agosto de 1914, Jean-Julien Weber se alistó voluntariamente -ya que como sacerdote, podía estar exento- como teniente de reserva en el regimiento de infantería 21 de Langres. Comenzó la guerra en los Vosgos y luego en Alsacia (resultó levemente herido en la pierna en la lucha en Muckenbach) para la Batalla de las Fronteras. Luego participó en la defensa en el Marne, luego en Notre Dame de Lorette, donde sufrió su segunda lesión, en la cara. A partir de entonces, estuvo ausente del frente durante casi un año (mayo de 1915 a abril de 1916), luego regresó a la provincia de Champaña y fue nombrado capitán. Luego vendría el Somme y la segunda batalla del Marne, preludio del hundimiento alemán y del armisticio, vivida en las Ardenas. Habiendo sobrevivido, el oficial-sacerdote finalmente regresó a su Alsacia liberada.
Entre las dos guerras, fue nombrado director del seminario San Sulpicio en Issy-les-Moulineaux donde fue director de 1919 a 1926, luego Superior del Seminario de Filosofía (1926-1942). Allí enseñó filosofía hasta 1939.
Volvió a vestir el uniforme en septiembre de 1939 como capellán militar. En 1942 reanudó sus servicios religiosos para ser nombrado superior del Gran Seminario San Sulpice de París hasta ser nombrado, el 1 de junio de 1945, coadjutor de mons. Charles Ruch, obispo de Estrasburgo, con el título de obispo de Messene, para sucederle a su muerte pocos meses después, el 29 de agosto del mismo año. Inició su episcopado visitando los pueblos más afectados por la Segunda Guerra Mundial, gastando incansablemente para ayudarlos a recuperarse de su ruina. Durante su episcopado consagró 39 nuevas iglesias. Al crear una oficina pastoral litúrgica diocesana, se esforzó por promover la renovación litúrgica que había sido una de las características de su episcopado. Invirtió sumas colosales en la modernización y ampliación de los colegios episcopales. El 30 de abril de 1958 recibió el título de asistente al trono pontificio, luego fue elevado al rango de arzobispo a título personal el 25 de marzo de 1962. Desempeñó un papel fundamental en la Iglesia alsaciana de posguerra, participando también en el Concilio Vaticano II.
El Arzobispo-Obispo de Estrasburgo se jubiló el 30 de diciembre de 1966, dejando la memoria de un obispo muy popular y querido. Después de haber escrito extensamente sobre el ejército y la religión, falleció el 13 de febrero de 1981 en el monasterio de las Hermanas de la Divina Providencia en Ribeauvillé, a donde se había retirado.